# Der Antiquar von Straßburg
Der Antiquar von Straßburg è un film muto del 1918 diretto da Georg Victor Mendel.

## Produzione
Il film fu prodotto dalla National-Film.

## Distribuzione
Uscì nelle sale cinematografiche tedesche nel 1918, dopo essere stato presentato in prima al Tauntzien-Palast di Berlino il 5 marzo 1918.